# Robert Eden Scott
Robert Eden Scott (* 23. April 1808 in Warrenton, Fauquier County, Virginia; † 3. Mai 1862 ebenda) war ein amerikanischer Politiker aus dem 19. Jahrhundert. 
Er war von 1835 bis 1842 und dann noch einmal von 1845 bis 1852 im Abgeordnetenhaus von Virginia. Ferner vertrat er Virginia in den Jahren 1850 und 1851 beim staatlichen Verfassungskonvent sowie noch einmal 1861 bei dessen Sezessionskonvent. Anschließend war er von 1861 bis 1862 als Delegierter im Provisorischen Konföderiertenkongress tätig.
Scott starb bei einem Gefecht mit einer Bande von Deserteuren aus der Unionsarmee in Fauquier County.